# Museo de Escultura al Aire Libre de Cáceres
El Museo de Escultura al Aire Libre de Cáceres es una colección de 27 esculturas de arte contemporáneo expuestas de forma permanente, pública y al aire libre en el Parque del Príncipe de la ciudad de Cáceres (Extremadura - España). Fue inaugurado en 1997 gracias a la iniciativa y trabajo del escultor Pepe Noja, impulsor de propuestas similares en ciudades como Aracena o Alcalá de Henares.